# Санта-Мария (Бояка)
Санта-Мария (исп. Santa María) — небольшой город и муниципалитет в центральной части Колумбии, на территории департамента Бояка. Входит в состав провинции Нейра.

## История
Поселение, из которого позднее вырос город, было основано в 1944 году. Муниципалитет Санта-Мария был выделен в отдельную административную единицу в 1961 году.

## Географическое положение

Муниципалитет Санта-Мария

Город расположен в южной части департамента, в гористой местности Восточной Кордильеры, на расстоянии приблизительно 72 километров к юго-юго-востоку (SSE) от города Тунха, административного центра департамента. Абсолютная высота — 839 метров над уровнем моря.
Муниципалитет Санта-Мария граничит на западе с территорией муниципалитета Чивор, на северо-западе — с муниципалитетом Маканаль, на северо-востоке — с муниципалитетом Кампоэрмосо, на востоке — с муниципалитетом Сан-Луис-де-Гасено, на юге — с территорией департамента Кундинамарка. Площадь муниципалитета составляет 326,44 км².

## Население
По данным Национального административного департамента статистики Колумбии, совокупная численность населения города и муниципалитета в 2015 году составляла 3980 человек.
Динамика численности населения муниципалитета по годам:
| 2005 | 2006 | 2007 | 2008 | 2009 | 2010 | 2011 | 2012 | 2013 | 2014 | 2015 |
| ---- | ---- | ---- | ---- | ---- | ---- | ---- | ---- | ---- | ---- | ---- |
| 4635 | 4566 | 4499 | 4435 | 4371 | 4305 | 4237 | 4168 | 4105 | 4042 | 3980 |

Согласно данным переписи 2005 года мужчины составляли 50,7 % от населения Санта-Марии, женщины — соответственно 49,3 %. В расовом отношении белые и метисы составляли 99,9 % от населения города; негры, мулаты и райсальцы — 0,1 %.
Уровень грамотности среди всего населения составлял 87,3 %.

## Экономика
Основу экономики Санта-Марии составляет сельское хозяйство.

58,6 % от общего числа городских и муниципальных предприятий составляют предприятия торговой сферы, 26,7 % — предприятия сферы обслуживания, 13,1 % — промышленные предприятия, 1,6 % — предприятия иных отраслей экономики.

## Транспорт
Через город проходит национальное шоссе № 56 (исп. Ruta Nacional 56).